# Smiljević
Smiljević (Servisch cyrillisch Смиљевић) is een plaats in de Servische gemeente Vranje. De plaats telt 83 inwoners (2002).